# Gudrun Landgrebe
Gudrun Landgrebe (ur. 20 czerwca 1950 w Getyndze) – niemiecka aktorka.

## Wybrana filmografia
Filmy
- 1985: Pułkownik Redl jako Katalin
- 1985: Berlińska miłość jako Louise Von Hollendorf
- 1988: Kotka jako Jutta Ehser
- 1991: Milena jako Olga
- 1992: Królewna Śnieżka jako zła królowa
- 1998: Dziwne zachowania dojrzałych płciowo mieszkańców dużych miast w okresie łączenia się w pary jako Cornelia
- 2006: Klaus Stoertebeker: Pirat z Północy jako królowa Margarete
- 2011: Trójkąt Bermudzki na Morzu Północnym jako Claudia Schelking

Seriale
- 1988: Tatort: Salü Palu jako Anne Corelli
- 1995: Derrick jako Agnes Voss / Agnes Braun
- 2000: Tatort: Nach eigenen Gesetzen jako Sonja Hold
- 2001: Kobra – oddział specjalny jako Sophie
- 2003: Tatort: Die Liebe und ihr Preis jako Ariane Claasen
- 2010: Tatort: Unsterblich schön jako Rita Schiller
- 2014: Kobra – oddział specjalny jako Marianne Breuer